# Mala Pišnica
Mala Pišnica je gorski potok, ki izvira pod ostenjem gore Sleme oz. Slemenove špice v zatrepu ozke doline Mala Pišnica, ki poteka med gorskim grebenom Ciprnika (na severozahodni strani) ter na jugovzhodni strani grebenom, ki ga sestavljajo vrhovi Škrbinjek, Kumleh, Kumlehova glava in Zadnje Robičje. Leta 1951 je bilo območje Male Pišnice kot gozdni rezervat (857 ha) in naravna znamenitost zavarovano. Na težko dostopnih predelih se nahaja celo pragozdni ostanek, kjer rastejo v svetovnem merilu najstarejši in najdebelejši macesni, njihova starost je ocenjevana med 1030 in 1370 leti. 
Gozdna pot po dolini Male Pišnice se začenja pri jezercu Jasna, vendar so jo potres v 1980.. letih in kasneje številni hudourniki na mnogih mestih uničili do te mere, da je danes področje težko prehodno in nevarno za pohodnike brez plezalske opreme. Pot je sicer vodila do lovske koče ter slapa Male Pišnice v zgornjem delu doline.
Mala Pišnica se pri umetnem jezeru Jasna v Krajnski gori združi s potokom Velika Pišnica, od koder tečeta pod skupnim imenom Pišnica, ki se po dobrem kilometru toka kot desni pritok izliva v Savo Dolinko.